# Мария Столарова
Мария Столарова Калчева е българска художничка.

## Биография
Постъпва в Художествената академия през септември 1944 г. и завършва специалност живопис в класа на проф. Дечко Узунов. Три години работи като редактор-художник. Участвала е в почти всички общи художествени изложби на СБХ и има повече от 30 самостоятелни изложби в България и по света Будапеща, Берлин, Лондон и други.
Рисува в жанровете портрет, индустриален пейзаж, натюрморт; известна е с картините си на цветя. Нейни картини са притежание на Националната художествена галерия, Софийската градска художествена галерия, на почти всички градски галерии в страната и на частни колекции.